# Saison 6 de Supergirl
 (mars 2021).
Si vous disposez d'ouvrages ou d'articles de référence ou si vous connaissez des sites web de qualité traitant du thème abordé ici, merci de compléter l'article en donnant les références utiles à sa vérifiabilité et en les liant à la section « Notes et références ».
Chronologie
Saison 5
La sixième et dernière saison de Supergirl, série télévisée américaine, est composée de vingt épisodes diffusés du 30 mars 2021 au 9 novembre 2021 sur The CW, aux États-Unis.